# 警察特攻隊
大韓民国国家警察特別攻撃隊(Korea National Police Special Operation Unit,KNP-SOUもしくはKNP-SWAT)は、韓国警察庁所属の特殊部隊。

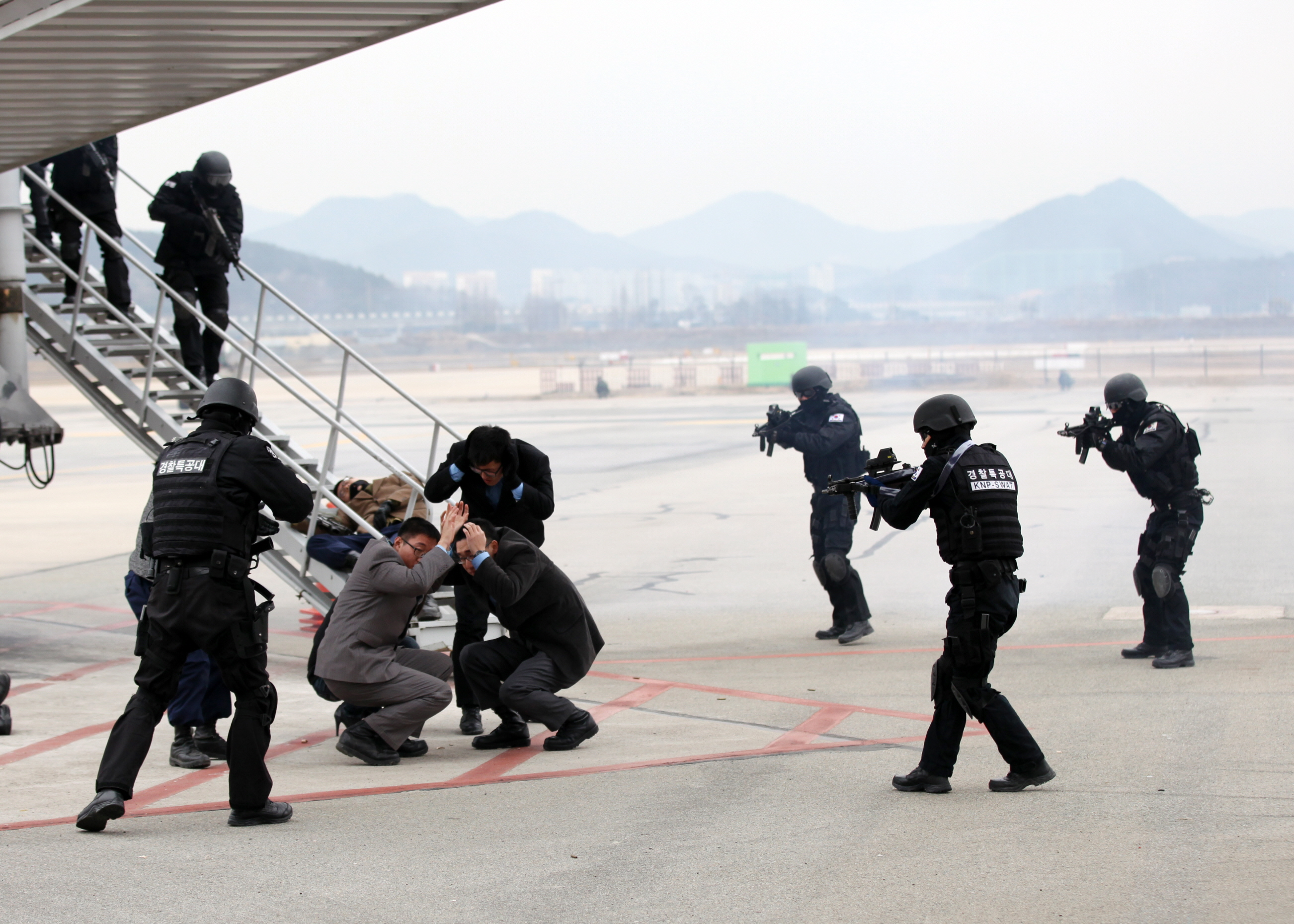
警察特攻隊の訓練(2012年)

## 概要
1988年ソウルオリンピック開催を契機として、韓国警察に創設された。当初はソウル市内の対テロ活動に従事する「KNP868」のみが編成されていたが、のちに7つの地方警察庁(ソウル地方警察庁、釜山地方警察庁 、大邱地方警察庁 、仁川地方警察庁 、忠南地方警察庁 、全南地方警察庁、済州地方警察庁)に特攻隊が配備されるようになった。
また対テロ任務だけでなく、北朝鮮の工作員が都市部に上陸した際には軍部隊とともに掃討作戦に加わる。

## 装備
- ベレッタM92
- グロック17
- H&K USP9T
- H&K SFP9OR
- H&K MP5
- H&K UMP
- H&K MP7
- K1機関短銃
- M4カービン
- H&K PSG1
- K3機関銃
- M60機関銃